# Guts Over Fear
"Guts Over Fear" é uma canção do rapper americano Eminem, com a participação da cantora australiana Sia, lançada como single para álbum de compilação Shady XV.

## Antecedentes
A previa da canção estreou no trailer do filme, "The Equalizer" , estrelado por Denzel Washington. A canção foi lançada oficialmente no iTunes em 25 de agosto de 2014, no mesmo dia Eminem anunciou os seus planos de lançar um álbum no final do mesmo ano.

## Conteúdo
O tema da canção fala sobre Eminem e suas lutas como artista, e sobre momentos criticos de sua carreira. A cantora australiana Sia canta o refrão do single, tornando esta a segunda vez que os dois artistas colaboraram, primeiro é "Beautiful Pain" do álbum "The Marshall Mathers LP 2".

## Desempenho de vendas
A canção estreou na posição 22 na Billboard Hot 100 com 134,328 cópias vendidas na primeira semana.

## Desempenho nas paradas
| Paradas (2014)                                 | Melhor posição |
| ---------------------------------------------- | -------------- |
| O campo songid é OBRIGATÓRIO PARA PARADA ALEMÃ | 35             |
| Austrália (ARIA)                               | 22             |
| Áustria (Ö3 Austria Top 75)                    | 53             |
| Bélgica (Ultratip Bubbling Under de Flandres)  | 27             |
| Bélgica (Ultratip Bubbling Under da Valônia)   | 41             |
| Canadá (Canadian Hot 100)                      | 9              |
| Dinamarca (Hitlisten)                          | 22             |
| Estados Unidos (Billboard Hot 100)             | 22             |
| Estados Unidos (Billboard Hot Rap Songs)       | 4              |
| Estados Unidos (Billboard R&B/Hip-Hop Songs)   | 6              |
| Estados Unidos (Billboard Digital Song Sales)  | 6              |
| Hungria (Single Top 40)                        | 24             |
| Nova Zelândia (Recorded Music NZ)              | 22             |
| Suécia (Sverigetopplistan)                     | 40             |
| Suíça (Schweizer Hitparade)                    | 30             |